# Blue Beanie Day

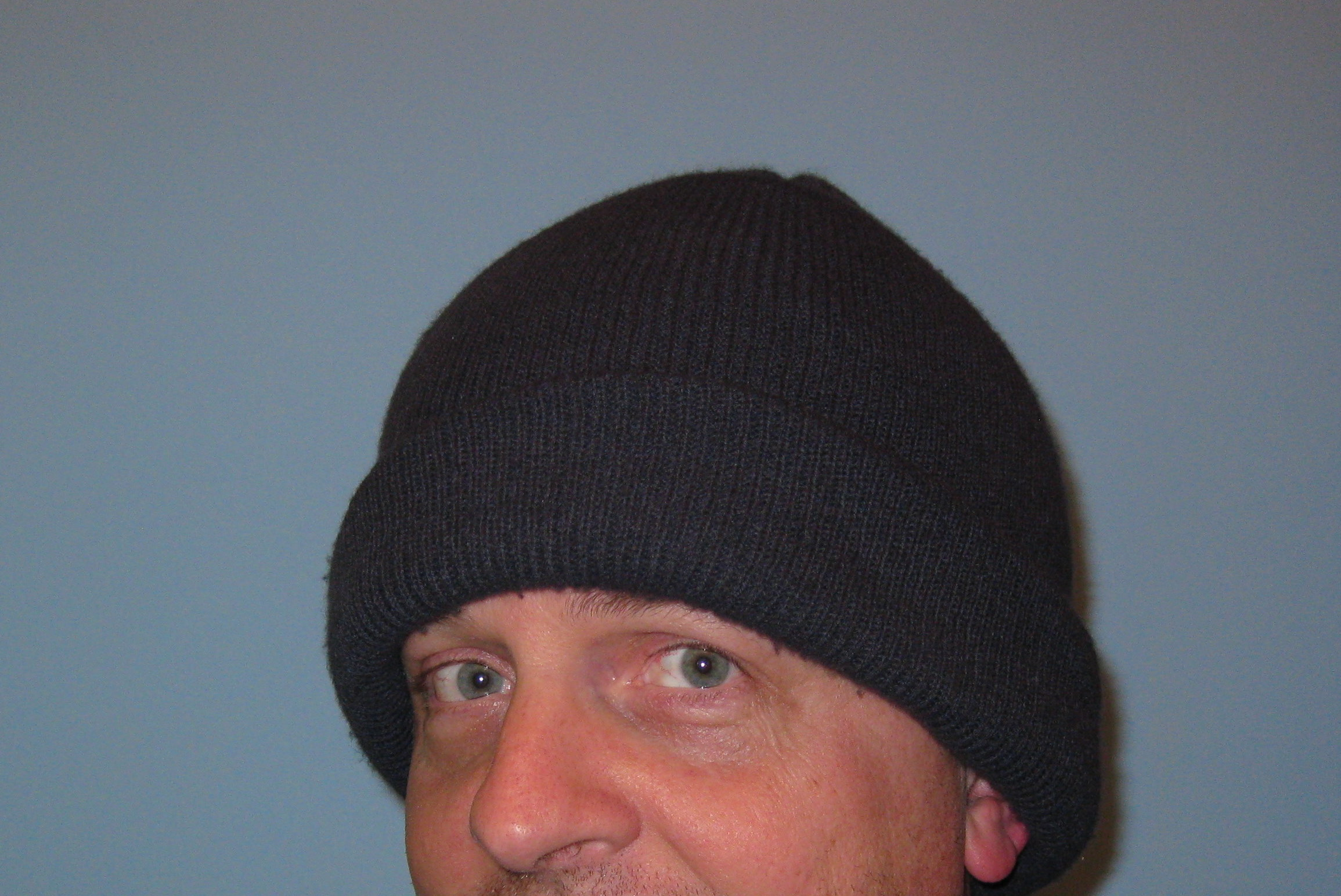
Douglas Vos, der Erfinder des Blue Beanie Days, mit einer blauen Mütze (2009).

Der Blue Beanie Day ist ein Aktionstag, um auf die Wichtigkeit von Webstandards aufmerksam zu machen. Er wird seit 2007 jährlich am 30. November begangen und wurde von Douglas Vos ins Leben gerufen. Inspiriert wurde er dabei durch den Autor Jeffrey Zeldman, der auf dem Buchcover seines 2003 erschienenen Standardwerks Designing with Web Standards mit einer blauen Mütze abgebildet ist. Besonders auf Social-Media-Kanälen wird der Aktionstag von Webentwicklern und Unterstützern, die sich selbst als „Standardistas“ bezeichnen, mit dem Hashtag #BlueBeanieDay und mit Fotos von sich selbst in blauen Mützen als gemeinsamer Standard begleitet. Es sollen Best Practices für standardisiertes, zugängliches und universelles Webdesign bzw. -entwicklung in den Vordergrund gerückt, sowie Aufmerksamkeit für ein Internet, das niemanden ausgrenzt, erzeugt werden. Im Laufe der Zeit wurde der Blue Beanie Day auch verstärkt zu einem Aktionstag für ein barrierefreies Internet, dessen Grundvoraussetzung ein korrekter Einsatz von Webstandards ist.